# Cade la pioggia
Cade la pioggia è un singolo del gruppo musicale italiano Negramaro, pubblicato nel novembre 2007 come terzo estratto dal quarto album in studio La finestra.

## Descrizione
Il brano ha visto la partecipazione vocale del cantautore italiano Jovanotti, autore del testo insieme al frontman dei Negramaro, Giuliano Sangiorgi. La strofa che recita "Dimmi che serve restare" è stata cantata per la prima volta da Sangiorgi come "Lilly che serve restare" (informazione ottenuta dalla visione del rockumentary Dall'altra parte della luna).
A causa della sua durata di oltre sei minuti, è stata creata una versione radiofonica della durata di 4:34, presente nel disco promozionale del singolo. Ha ottenuto un buon successo nei passaggi, pur avendo mancato la top 10 FIMI.
La più nota performance live della canzone è avvenuta sul palco dell'MTV Day 2007 di Roma, in seguito alla quale il gruppo e l'artista toscano hanno cominciato ad improvvisare, fuori scaletta, sulle note di Mentre tutto scorre (dei Negramaro) e Falla girare (di Jovanotti).

## Video musicale
Il videoclip è stato girato a San Francisco con la regia di Dario Baldi e Davide Marengo, che per questa clip hanno utilizzato la tecnica piano sequenza, ossia un'unica inquadratura caratterizzata da un'ininterrotta continuità temporale, per raccontare l'intenso crescendo del brano. La fotografia è stata curata da Luca Silvagni.

## Classifiche
| Classifica (2007) | Posizione massima |
| ----------------- | ----------------- |
| Italia            | 15                |